# 马辉堂花园
马辉堂花园，位于北京市东城区魏家胡同18号，是一座私家宅园。

## 历史
该宅位于魏家胡同的东部，东为小细管胡同，南为什锦花园胡同。该宅兴建于民国九年（1919年），是清朝末年营造家马辉堂设计并且督造的带有花园的私人宅院。据说，吴佩孚、戴笠（从1945年到1946年）都曾在什锦花园19号居住，传说是马辉堂花园的正房及书房，位于马辉堂花园正南。如今魏家胡同18号的马辉堂花园是单位宿舍。
1954年，华揽洪、陈占祥共同保护了马辉堂花园。当时政府听取了二人的意见，未拆假山，但也一直没采纳他们将该宅院辟为北城区域公园的建议。

## 建筑
该宅原来的宅地面积约为7000平方米，坐南朝北，分为东、西两个部分，东部为住宅，西部为花园，号称“马辉堂花园”。
- 大门：一间，已被封堵，在宅院的西北角与东北角另外辟出两个北门。进大门就是西部花园。
- 东院住宅：为并联式两进四合院。西院的四面各有三间房，都带前廊，合瓦皮条脊硬山顶；北房的东西两侧各带两间耳房。西院的东厢房和东院的西厢房合成一座过厅，连接东、西两院。院内各屋有抄手游廊连接。西院的西北角有月亮门通往花园，最北有后罩房十多间，合瓦清水脊硬山顶。
- 南院：上述两院南部另外有一组四合院，如今大门为小细管胡同15号，院内有北房三间，前出廊；东西厢房各有三间，带前廊；南房三间。都是合瓦清水脊硬山顶。[1][2]
- 西院花园：花园中有五组假山、水池。[1][2]
  - 廊子：位于花园东南，廊子连通一院，向东可通往东院，向西可通往西院，廊子都带坐凳栏杆。
  - 三卷勾连搭建筑：位于花园南面，面阔三间，其西侧带有两间两卷勾连搭耳房，耳房前面加有平顶廊。该建筑后面西一间和耳房东一间之间有一座后厦。都是合瓦过垄脊。
  - 戏楼：位于花园北面，面阔三间，合瓦三卷勾连搭硬山顶。
  - 佛堂：位于东侧的敞轩，坐东朝西。
  - 台球房：位于西北部假山上的轩，面阔三间，歇山顶。所在假山是花园内最大的假山。其西侧有爬山廊通往南面的房屋。
  - 鲁班和财神殿：爬山廊西有一座北房，供奉鲁班（木匠祖师爷）和财神。
  - 马辉堂居室：位于假山西北部，三卷勾连搭房，面阔三间，出后抱厦，原由马辉堂居住。
  - 井亭：位于花园东南。[1][2]

宅院最北端是一排26间平房，为下房和账房。
如今主要建筑尚存，但花园仅存有一部分山石及游廊。1984年1月10日，作为“旧宅院”被公布为东城区文物保护单位。2011年，作为“东城区魏家胡同18号宅院”被公布为北京市文物保护单位。